# Ижмозеро
Ижмо́зеро (Пустынное) — крупное озеро в Приморском районе Архангельской области (бассейн реки Северная Двина). Относится к Двинско-Печорскому бассейновому округу. Площадь озера — 8,8 км². Из озера вытекает река Ижма (приток Северной Двины).